# Srejah
Srejah (nemško Strajach) je naselje občine Koče - Muta v okraju Šmohor na Koroškem v Avstriji.